# Коваленко, Евгений Григорьевич
Ковале́нко Евге́ний Григо́рьевич (1929—2000) — советский и российский лексикограф в области англо-русских переводных словарей, профессиональный переводчик научно-технической и экономической литературы и документации.
Автор и соавтор более 20 словарей и справочников. Был членом Союза переводчиков России, членом правления и председателем Секции научно-технического и профессионального перевода Союза переводчиков России, заместителем главного редактора журнала «Мир науки, техники и образования». В разные годы был вице-президентом Всесоюзной ассоциации научно-технических переводчиков (ВАНТП), председателем Московского отделения ВАНТП, членом правления Межреспубликанского союза переводчиков, членом правления Всероссийского союза переводчиков.

## Переводы с английского языка
Более 35 книг, в том числе следующие:
1. Саати Т. Элементы теории массового обслуживания и её приложения. — М.: Советское радио, 1965; 2-е изд., 1971;
2. Риордан Дж. Вероятностные системы обслуживания. — М.: Связь, 1966;
3. Хикс Ч. Основные понятия планирования экспериментов. — М.: Мир, 1966;
4. Хейт Ф. Математическая теория транспортных потоков. — М.: Мир, 1966;
5. Букан Дж., Кенигсберг Э. Научное управление запасами. — М.: Наука, 1967;
6. Прабху Н. Методы теории массового обслуживания и управления запасами. — М.: Машиностроение, 1969;
7. Диксон Дж. Проектирование систем: изобретательство, анализ и принятие решений. — М.: Мир, 1969;
8. Хан Г., Шапиро С. Статистические модели в инженерных задачах. — М.: Мир, 1969;
9. Бейли Н. Математика в биологии и медицине. — М.: Мир, 1970;
10. Шенк Х. Теория инженерного эксперимента. — М.: Мир, 1972;
11. Дрю Д. Теория транспортных потоков и управление ими. — М.: Транспорт, 1972;
12. Хилл П. Наука и искусство проектирования. — М.: Мир, 1973;
13. Капур К., Ламберсон Л. Надежность и проектирование систем. — М.: Мир, 1980;
14. Акофф Р. Искусство решения проблем. — М.: Мир, 1982;
15. Диллон Б., Сингх Ч. Инженерные методы обеспечения надежности систем. — М.: Мир, 1984;
16. Филлипс Д., Гарсия-Диас А. Методы анализа сетей. — М.: Мир, 1984;
17. Лорд Н. и др. Вычислительные машины будущего. — М.: Мир, 1987;
18. Андерсон Б. и др. Устойчивость адаптивных систем. — М.: Мир, 1989;
19. Французский стандарт NF A 49-711. — Стальные трубы. Трехслойное наружное покрытие на основе полипропилена. Нанесение путём экструзии. — ВНИИгаз, 1967;
20. Британский стандарт GBE/CW6. — Ч. 1. Технические средства газовой промышленности. Ч. 1. Требования к материалам покрытий и методы испытаний. — ВНИИгаз, 1968;
21. Стандарт Американского общества инженеров-механиков для напорных газопроводов, В 31. Американский национальный стандарт. Системы трубопроводов для транспортировки и распределения газа. — ВНИИгаз, 1968;
22. Газовый центр Экономической комиссии ООН для Европы. Реформа и структурные преобразования в газовой промышленности стран с переходной экономикой. — ВНИИГаз, 1998;
23. Газовый центр Экономической комиссии ООН для Европы. Политика в области цен на газ в странах Центральной и Восточной Европы. Части 1—5. — ВНИИгаз, 1968;
24. Ежегодник СИПРИ 1997. Вооружения, разоружение и международная безопасность. — М.: Наука, 1997 (гл. 11, 12, 14, 15);
25. Ежегодник СИПРИ 1998. Вооружения, разоружение и международная безопасность. — М.: Наука, 1998 (гл. 6, 7, 8, 9, 10, 13);
26. Ежегодник СИПРИ 1999. Вооружения, разоружение и международная безопасность. — М.: Наука, 2000 (гл. 11, 12, 14, 15).

Перевёл также тысячи брошюр, статей, отчетов, договоров, соглашений, стандартов и других документов для государственных учреждений, коммерческих компаний, переводческих фирм, банков, периодических изданий и многих других организаций.

## Словари
Автор книг:
1. «Англо-русский словаря по надёжности и контролю качества» (М.: Русский язык, 1975, ок. 22 000 слов);
2. English-Russian reliability and quality-control dictionary by Kovalenko E. G., Pergamon Press, 1975;

```
«Англо-русского словаря по надежности и контролю качества», 2-е издание, перераб. и доп., М.: «ЭТС», 1999, ок. 32000 слов); словаря «Английские сокращения по надежности и контролю качества» (М.: ВЦП, 1989); «Англо-русского терминологического словаря по управлению проектами» (М.: «Эрика», «ЭТС», 1993) — серия словарей новых слов издательства ЭТС «Живой язык»; «Англо-русского математического словаря» в двух томах (М.: «Эрика» («ЭТС»), 1994); «Англо-русского словаря банковской терминологии» (М,: «Наука и техника», 1994, электронное издание — словарь Polyglossum (ЭТС)); «Англо-русского терминологического словаря по планированию эксперимента» (М.: «ЭТС», 1995) — - серия словарей новых слов издательства ЭТС «Живой язык»; «Англо-русского экологического словаря» (М.: «ЭТС», 1996); словаря «Английские сокращения по нефти и газу» — серия словарей новых слов «Живой язык» (составлен на основе словарных баз издательства ЭТС); «Англо-русского словаря: нефтегазовое оборудование — надежность, стандартизация, сертификация» (М.: Наука и техника", 1997); "Нового англо-русского словаря по нефти и газу. В двух томах. Около 52 000 терминов. М.:1998 (подготовлен на основе словарной базы издательства ЭТС «Нефть — Газ — Химия»); «Англо-русского словаря по науковедению» (М.: «ЭТС», 1999); соавтор «Англо-русского экономического словаря» (М.: «Русский язык», 1978; 2-е изд., перераб. и доп., 1981); соавтор и редактор «Нового словаря сокращений русского языка» (М.: «ЭТС», 1995), соавтор «Нового словаря сокращений в русском языке». М.: ЭТС, 1999, соавтор электронного словаря «Англо-русский и русско-английский словарь новых терминов и сокращений финансовой, банковской, кредитной и биржевой лексики» Polyglossum и др.
```